# (38486) 1999 TE108
1999 TE108 (asteroide 38486) é um asteroide da cintura principal. Possui uma excentricidade de 0.06118610 e uma inclinação de 5.31998º.
Este asteroide foi descoberto no dia 4 de outubro de 1999 por LINEAR em Socorro.